# 도박

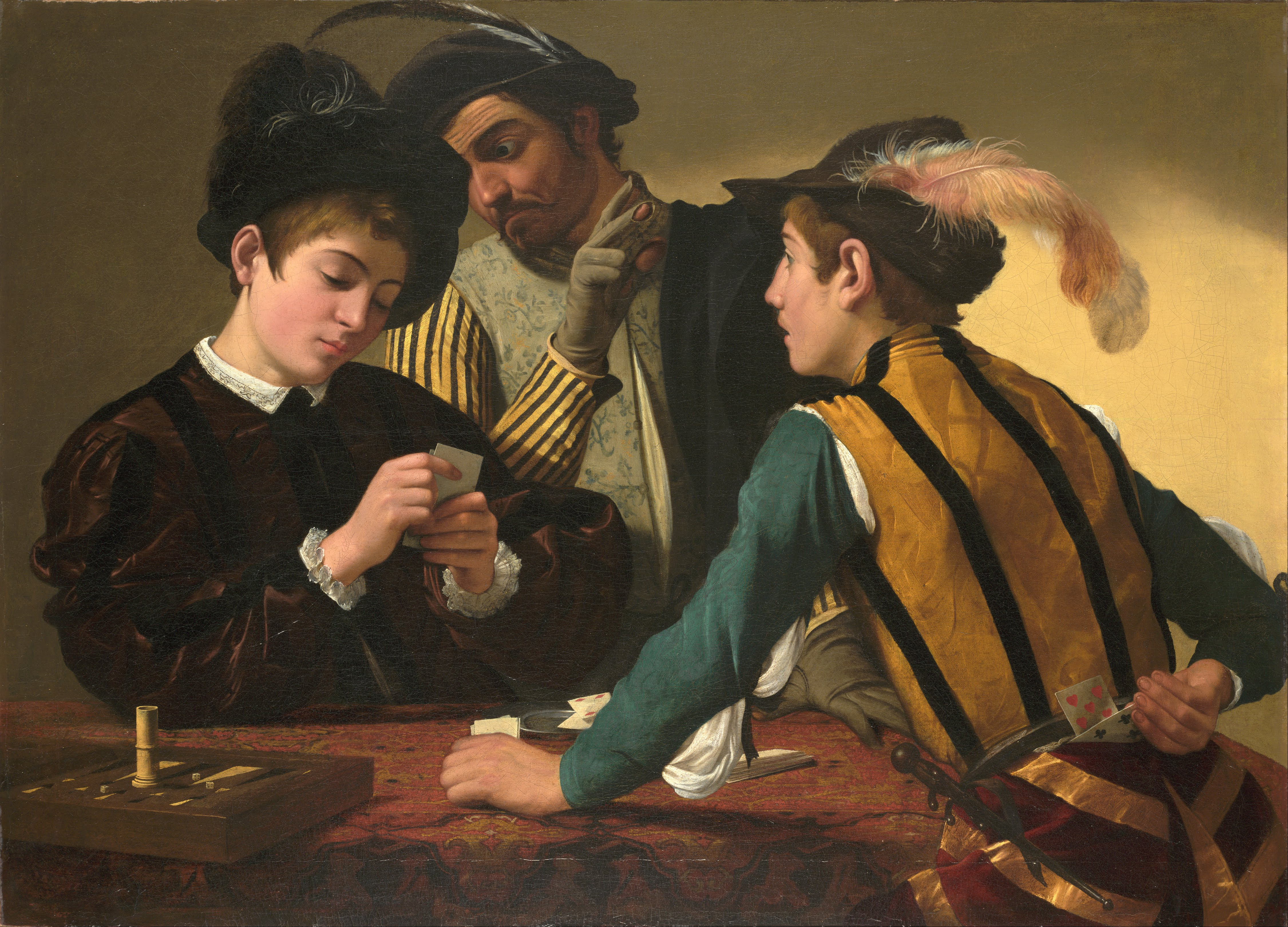
도박을 묘사한 그림

도박(賭博, 영어: gambling)은 돈이나 재물을 걸고 내기를 하는 일을 말한다. 노름이라고도 한다. 또, 이러한 노름을 하는 사람은 노름꾼 또는 갬블러(gambler)라고 한다. 남을 교모하게 속여 돈을 따는 노름은 야바위라고 한다.

## 역사
도박의 역사는 역사가 기록되기 전인 구석기 시대까지 거슬러 올라간다. 메소포타미아에서 최초의 6면체 주사위는 기원전 3000년경으로 거슬러 올라간다. 그러나 이것들은 수천년 전으로 거슬러 올라가는 황기(astragali)를 기반으로 했다. 중국에서는 기원전 1천년에 도박장이 널리 퍼져 있었고, 동물과의 싸움에 돈을 거는 것이 흔했다. 복권 게임과 도미노는 10세기 초 중국에서 등장했다.
카드놀이는 9세기 중국에서 등장했다. 기록에 따르면 일본의 도박은 적어도 14세기까지 거슬러 올라간다.
도박과 관련된 미국의 가장 인기 있는 카드 게임인 포커는 17세기 페르시아 게임 아스나스에서 유래되었다.
최초의 알려진 카지노인 리도토(Ridotto)는 1638년 이탈리아 베니스에서 운영을 시작했다.

## 특징
도박은 운에 따라 한순간에 부자가 되거나 한순간에 거지가 된다. 하지만 도박은 중독성이 강하기 때문에 큰일날 수도 있다.

## 세계적 경향
세계 각국의 갬블에 대한 생각은 그 나라의 역사·민정·풍속·습관·국민성·경제사정에 따라서 다소의 차이는 있지만 최근의 도박의 세계적 경향은 다음과 같다.
1. 갬블에 대하는 죄악감의 희박화와 도박의 보편화에 따라서 오락으로서의 단순한 노름은 단속의 대상에서 빼버리려는 생각이 강해지고 있다.
2. 노름꾼이나 직업적인 도박자에 대한 단속은 점점 더 엄중해져서 이들의 박멸을 꾀하려는 경향이 있다.
3. 스포츠를 대상으로 하는 갬블은 그 목적을 밝히고, 운영의 공정을 기하여 공인한다는 생각이 강해지고 있다. 또 이러한 갬블이 수익본위(收益本位)로부터 관객본위의 운영으로 바뀌어가고 있다.
4. 로터리(복권)는 특별한 목적의 자금을 얻는 수단으로서 점점 더 성행하는 경향이 있다.
5. 카지노(casino, 카드·음악·무용 등의 오락설비가 있는 공공집회소. 대개는 도박을 하게 한다)와 같은 특별한 도박장은 이것을 일정한 구역에 제한해서 공인한다는 생각이 강하다.
6. 공인된 노름의 수익은 자선사업, 공공의 복지, 스포츠 진흥 등 국가가 일반 예산에서 지출하기가 곤란한 면에 지출할 것을 한정시키려는 경향이 강하다.

## 시비
세계의 거의 모든 나라는 과거에도 갬블을 금지하기 위하여 여러 가지 노력을 해왔지만, 18세기부터 19세기에 걸쳐 도박을 금지하는 법률을 정하고 갬블을 뚜렷하게 범죄라고 규정하고 있었다. 또 그 긴 역사 속에서 사람들의 머리 가운데 갬블에 대한 죄악감이 깊게 뿌리박고 있었다. 그러나 세계 각국의 노력에도 불구하고 갬블의 전면적인 금지에 성공한 나라는 하나도 없다.어찌하여 갬블을 금지하려고 하는가. 나라에 따라서 다소 차이는 있지만 갬블에는 여러 가지 폐해가 뒤따르기 쉽고, 사회의 안전과 질서를 어지럽힐 위험이 있기 때문이다.
1. 갬블은 경제상의 무리가 일어나기 쉽다. 갬블에는 반드시 이긴다는 보장은 없다. 오히려 보장이 없는 것이기 때문에 도박인 것이다. 그러나 진다면 그 타격은 크다. 집도 땅도, 자식과 아내도 없어지게 된다. 아무리 해도 경제상 여러 가지 무리가 일어나기 쉽고, 나아가서는 경제생활이 어지럽게 되어 가정비극이나 관련범죄를 일으키는 결과를 초래하기 쉬운 것이다.
2. 착실한 근로의욕을 저해한다. 현대사회의 경제적인 질서는 모든 재산을 착실한 근로에 의해서 취득하는 것이 원칙이라는 관념 위에서 유지되고 있다. 이것은 세계적으로 공통된 관념이고, 세상 사람들이 착실한 근로를 싫어하고 요행에 의한 재산취득을 생각하게 되어서는 곤란하다. 그러나 갬블에서 생각지 않던 돈을 힘 안 들이고 손에 넣고 보면 착실히 일한다는 것이 아무 쓸데없는 일처럼 될 수도 있다. 즉 착실한 근로의욕을 잃는 위험이 따르는 것이다.
3. 관련된 범죄를 유발하기 쉽다. 돈이 없어지고, 착실하게 일하기가 싫어지면 아무래도 좋은 일은 있을 수 없다. 여러 가지 범죄를 저지르기 쉽게 되는 것은 당연한 일이다. 그것뿐만 아니라 더 직접적인 관련범죄로서 도박행위, 사기행위, 갬블에 열중하는 결과로 일어나는 분쟁이나 소동 등이 발생하게 된다.

위와 같이 갬블의 폐해만을 본다면 갬블을 금지하는 것이 당연한 것처럼 생각되지만 20세기 초경부터 갬블을 전면적으로 금지하는 법률상의 생각을 의문시하는 의견이 세계각국의 식자들 사이에 대두해 오고 있다.그 근거는 현재의 형법에서 도박죄가 기대하고 있는 법익(法益)은 갬블을 하는 것에 의해 일어나는 여러 가지 폐해, 즉 반사회성(反社會性)을 방지하려는 것으로서 갬블 그 자체를 벌하려는 것은 아니라는 데 있다. 예를 들면 음주가 교통사고, 그 밖의 여러 가지 범죄의 원인이 된다고 해서 음주 그것을 전면적으로 범죄라고 하는 것은 잘못이 아니냐라는 말이다. 폐해나 관련범죄는 그 자체를 벌하면 되는 것이고, 그 원인을 벌하려고 하는 것은 의문이라는 것이다.영국은 1959년에 새로운 도박법을 제정해서 도박의 금지를 해방했다. 국회에서 제안이유를 설명한 당시의 내무대신 바트라는 "1949년부터 51년까지 3년간의 왕실위원회의 심의결과 도박은 컨트롤할 일이지 금지할 일은 아니라는 결론에 달했다"고 말하고 있다. 2차대전 후 민주사상의 대두, 금욕윤리관의 쇠퇴, 합리주의와 자유주의의 발달, 부인의 해방, 생활양식의 변화, 레저산업의 발달 등이 현저해졌다는 것은 갬블을 무조건 죄악시하는 과거의 생각을 반성하려는 경향으로 나가고 있다는 결과라 할 수 있다.

## 매력
갬블도 오락의 하나이지만 수많은 오락 가운데서 왜 사람들은 폐해가 많은 갬블에 끌리게 되는 것인가. 그것은 무엇보다도 갬블은 다른 오락에 비해서 다음과 같은 특색이 있기 때문이 아닌가 생각된다.
1. 갬블은 다른 오락보다도 손쉽게 그리고 강하게 사람들이 오락에서 구하고 있는 우월감과 해방감을 만족시킬 수가 있다. 오락은 인간의 본능적 욕구이지만 사람들이 잠재적으로 오락에서 찾고 있는 심리적 욕구는 우월감과 해방감의 그 어느 하나이거나 또는 두 가지 전부이다. 갬블은 술로 치면 위스키나 소주와 같은 것이다.
2. 갬블은 다른 오락과 달라서 사람들의 사행심(射倖心)을 만족시켜 준다.사행심은 인간의 본능은 아니지만 어느 누구에게든지 요행을 기대하는 심리가 있다. 그 사행심을 현실에서 채우는 찬스를 주는 오락은 갬블 이외에는 없다. 이것은 갬블의 커다란 특색이다.
3. 갬블은 일시적인 중독증상(中毒症狀)을 일으키기 쉽다. 어떤 오락이라도 열심히 하면 마치 중독환자와 같이 틈만 있으면 그 놀이에 열중하게 되는 일이 있는데 갬블은 특히 열중하면 일시적으로 이성이 마비되고 중독증상이 되며, 정당한 판단이 어렵게 되는 위험이 있다.

갬블은 위와 같이 다른 오락에서는 볼 수 없는 특색이 있고, 그것이 사람들에게 큰 매력이 되고 있다는 것은 틀림없는 사실이라고 하겠다. 그리고 사람은 그 생활환경에 따라서 갬블에 뛰어들고 싶어지는 기분이 되는 때도 많다.갬블은 불안과 초조에 대한 반항이라고도 일컬어진다. 인간의 생활이 무엇인가 저항할 수 없는 원인에 의해서 급히 변동하거나 착실한 인생의 계획성이 무시되면 사회적 불안과 더불어 갬블이 유행한다. 사람은 불안에 의한 초조감이 일어나면 그 고뇌를 어떻게 해서든지 일시적으로 풀어보려고 갬블에 뛰어든다.2차대전 후의 갬블의 유행은 세계적인 경향으로서 경마에 덧붙여서 경륜(競輪)·경정(競艇)·오토레이스 등이 공인되고 슬롯머신, 마작 등이 크게 유행되며 복권이 날개돋힌 듯이 팔리게 되는 등 갬블의 전성시대를 나타내고 있었다. 전후의 허탈과 혼란에 대한 반동이고, 전쟁이 낳은 슬픈 현상의 하나라고 하겠다.공인된 갬블이 점차로 서민계급의 사람들에게 가까워지는 경향이 있는 것은 그 사람들의 생활환경에 이유가 있는 것이다.지식인이나 상층계급의 사람들이 비교적 갬블에 열중하지 않는 것은 그들의 일상생활 가운데서 우월감이나 해방감을 만족할 수 있는 기회가 많기 때문이며, 일상생활 가운데서 도박을 맛보고 있기 때문이다. 생산의 기계화, 기업의 합리화 등 현대인의 일상생활은 더욱더 기계화하고 단순화해 가고 있다. 개성이 없는 일상생활의 빈 곳을 사람들은 갬블에서 찾으려 하게 되는 것이다. 이것은 20세기 후반의 특이한 경향의 하나라고 볼 수가 있다.

## 물주
갬블의 최초는 서로 마주 앉아 했던 것이다. 참가하는 사람의 수가 많아지더라도 여러 사람의 친구들이 같은 자격으로 했던 것이다. 그러나 갬블이 보편화되고 참가하기를 희망하는 사람이 많아짐에 따라서 갬블에 '물주'라는 생각이 나오게 되었다. 여기에서 물주라고 하는 것은 많은 사람들이 갬블의 상대자가 되는 것으로서, 이 물주라는 생각이 생기고서는 그것을 업(業)으로 하는 자가 출현하게 되어 갬블은 친구들 사이에서 대중으로, 가정에서 사회로 넓혀졌다. 이것은 갬블의 발전 역사상 큰 비약이다.

## 같이 보기
- 도박죄
- 복권 (도박)
- 마권업자
- 축구 도박
- 가즈아
- 병적 도박